# Racekiela ryderi
Racekiela ryderi är en svampdjursart som först beskrevs av Thomas Henry Potts 1882.  Racekiela ryderi ingår i släktet Racekiela och familjen Spongillidae. Inga underarter finns listade i Catalogue of Life.